# Вощилиха
Вощилиха (укр. Вощилиха) — село,
Басовский сельский совет,
Роменский район,
Сумская область,
Украина.
Код КОАТУУ — 5924181705.

## Географическое положение
Село Вощилиха находится на правом берегу реки Сула,
выше по течению на расстоянии в 3,5 км расположено село Ракова Сечь (Недригайловский район),
ниже по течению на расстоянии в 1,5 км расположено село Великие Будки,
на противоположном берегу — село Волковцы.

## Население
Население по переписи 2001 года составляло 226 человек.

### Языковой состав
Родной язык населения по данным переписи 2001 года:
| Язык       | Численность, чел. | Доля     |
| ---------- | ----------------- | -------- |
| Украинский | 222               | 98,23 %  |
| Другие     | 4                 | 1,77 %   |
| Итого      | 226               | 100,00 % |